# Lavalette (Hérault)
Lavalette è un comune francese di 53 abitanti situato nel dipartimento dell'Hérault nella regione dell'Occitania.

## Società

### Evoluzione demografica
Abitanti censiti